# Emily Henry
Emily Henry američka je književnica najpoznatija po svojim romanima Ti i ja na odmoru, Čitam te kao knjigu, Sretno mjesto i Jezero od riječi koji su bili bestseleri New York Timesa.

## Životopis
Emily Henry pohađala je srednju školu Lakota East u West Chesteru u saveznoj državi Ohio, a zatim je pohađala Sveučilište Hope uz stipendiju gdje je završila kreativno pisanje s planovima da studira ples. Također je završila rezidenciju iz pisanja u sada ugašenom njujorškom Centru za umjetničke i medijske studije, dijelu Sveučilišta Bethel.

## Književnost
Henryjin debitantski roman za mlade, The Love That Split the World, objavljen je u siječnju 2016. godine.  Nakon što je napisala nekoliko romana za mlade, napisala je svoju prvu romansu, Jezero od riječi, i objavila je 2020. Knjiga je bila vrlo uspješna i spomenuta je na BuzzFeedu, The New York Timesu, Entertainment Weeklyju.
Henry je nastavila pisati romane za odrasle i objavila je Ti i ja na odmoru 2021. godine. U listopadu je 2022. godine Sony najavio filmsku adaptaciju te knjige na temelju scenarija Yualin Kuang; adaptaciju bi režirao Brett Haley, a producirao Temple Hill. U rujnu je 2024. najavljeno da će Tom Blyth i Emily Bader glumiti u ulogama glavnih likova, Alexa i Poppy. Snimanje je započeto i očekuje se da će film izaći 2025.
Dana 5. travnja 2023. najavljeno je da će Kuang napisati i režisirati adaptaciju knjige Jezero od riječi pod 20th Centuryjem.
Jezero od riječi objavljeno je 2022., i 28. ožujka 2023. godine tvrtka Tango najavila je filmsku adaptacija kojoj bi Sarah Heyward napisala scenarij.
Sretno mjesto objavljeno je 2023. godine.
Do ožujka je 2023. prodano 2,4 milijuna knjiga Emily Henry.
Pišući za Vulture 2023., Allison P. Davis izjavila je da Henryjine knjige sadrže elemente romantične komedije i da stavlja težište na poštovanje kao i na ljubav.
Knjiga Funny Story izašla je u travnju 2024. godine.
Svih pet Henryjinih knjiga za odrasle dobile su priliku za filmsku adaptaciju.
Njezina šesta romansa za odrasle, Great Big Beautiful Life, objavljena je 22. travnja 2025. godine.

## Nagrade
- 2021.: Goodreads Choice Awards – Najbolja romansa za Ti i ja na odmoru[9]
- 2022.: Goodreads Choice Awards – Najbolja romansa za Čitam te kao knjigu[5]
- 2023.: Goodreads Choice Awards – Najbolja romansa za Sretno mjesto[6]
- 2024.: Goodreads Choice Awards – Najbolja romansa za Funny Story[7]
- 2024.: Goodreads Choice Awards – Najbolja audioknjiga za Funny Story[8]